# Aérodrome Ta' Qali

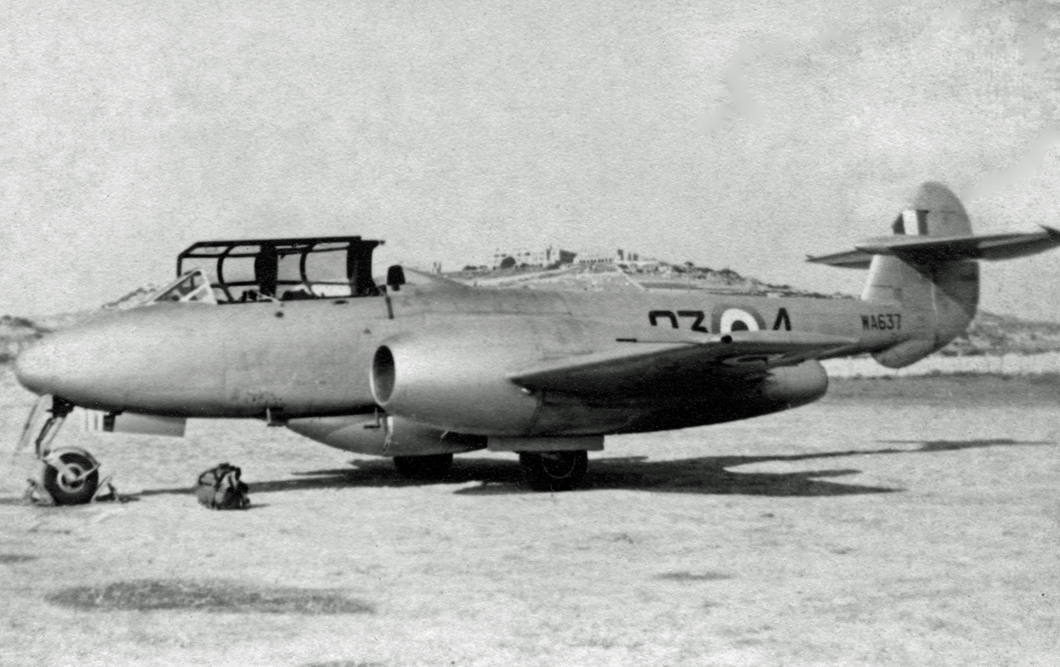
Un Gloster Meteor à l'aérodrome Ta' Qali en 1952.

L'aérodrome Ta' Qali (Airfield Takali pour la RAF) est le premier terrain d'aviation construit à Malte par l'administration britannique, au début du XXe siècle.

## Historique
Les deux premiers aéronefs à atterrir à Malte atterrirent, pendant la Première Guerre mondiale, en mars 1918, sur une piste provisoire aménagée sur l'hippodrome de Marsa ; c'était deux avions militaires britanniques. L'aérodrome de  Ta' Qali est destiné aux liaisons aériennes civiles entre Malte et la Sicile et le premier avion civil y atterri en 1920. Dès juin 1940, l'aérodrome est réquisitionné par la RAF (Royal Air Force) et devient officiellement une base aérienne le 8 novembre 1940. L'aérodrome Ta' Qali ayant particulièrement souffert des bombardements italiens et allemands pendant la Seconde Guerre mondiale, le trafic passagers est ramené sur l'aérodrome de Luqa.
L'aérodrome comportait une seule piste, quatre hangars pour deux avions étaient creusés dans la colline au nord et des hangars de type Bellman servaient à l'administration et de baraquements pour les personnels au sud-est. La piste d'abord en terre plus ou moins engazonnée avant d'être revêtue, était au nord-ouest/sud-est de 4 800 pieds de long par 150 pieds de large.
Après guerre, Ta' Qali a été transféré le 1er avril 1945 à la Fleet Air Arm, puis rendu à la RAF le 9 juin 1953 pour la formation des équipages de bombardiers. L'aérodrome a été remis au gouvernement maltais en 1963 et a été désaffecté en avril 1968.

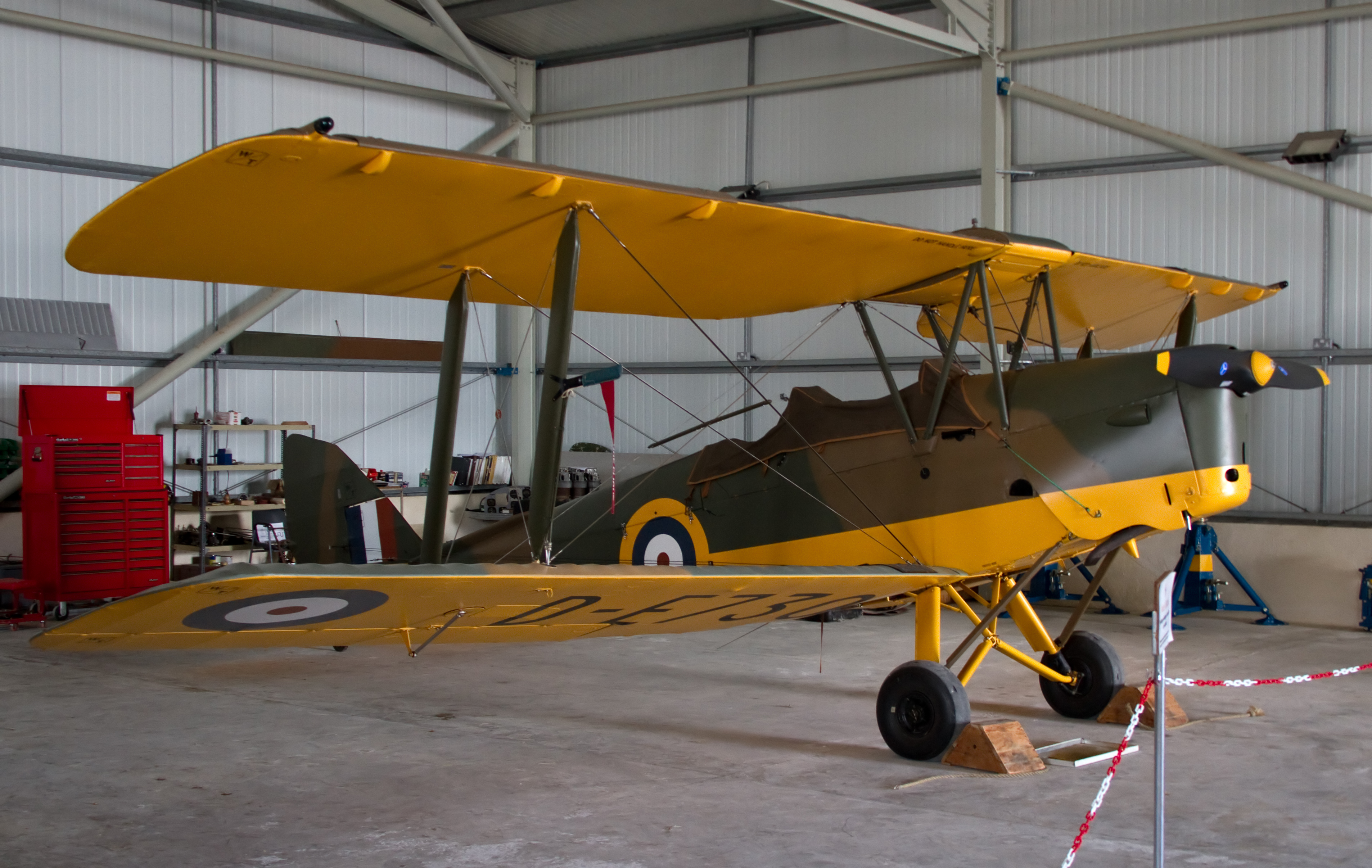
Un de Havilland Tiger Moth au Musée de l'air.

Depuis le site a été réhabilité, les hangars ont été aménagés pour créer le Ta' Qali Crafts Village (village de l'artisanat de Ta' Qali), un hangar Bellman a été transformé en musée de l'Air. Dans son périmètre a été construit le Ta' Qali Stadium (le stade national de Ta'Qali), le Ta' Qali National Park (le Parc national de Ta'Qali) et le Ta' Qali Park (Parc récréatif de Ta' Qali), le Ta' Qali Amphitheatre (théâtre de plein-air de Ta'Qali). Une partie de la piste principale est préservée pour accueillir un club de modélisme aérien et une piste de course automobile. En juillet 2011, l'ambassade américaine se déplaçait sur le site de Ta' Qali.